# Warszewobakkerne
Warszewobakkerne (polsk: Wzgórza Warszewskie) betegner et bakkeområde på Nordeuropæiske Lavland i det vestlige Polen, i det vestpommerske voivodskab.
Byerne Stettin og Police byer er på bakkernes østlige side. Police-sletten er på den nordlige side.
Wkrzanskaskoven, Stettins bydele Warszewo, Osów, Żelechowa, Bukowo, Golęcino, Stołczyn og Skolwin, Polices bydele Mścięcino, samt landsbyerne Przęsocin, Siedlice og Leśno Górne ligger alle i dette bakkeområde.